# Melbourne Victory FC
Melbourne Victory Football Club er en australsk professionel fodboldklub som spiller i Melbourne, Victoria, der spiller i A-League.
Grundlagt i 2004 efter offentliggørelsen af en moderniseret hjemlige liga i Australien, hvor vi oplevede den National Soccer League opløst i 2003 og erstattet af A-League og siden da har Melbourne Victory ledet A-League i tilskuertal hvert år, Siden 2006-07 sæsonen også betragtes som den mest succesfulde klub på hjemmemarkedet i A-League, efter at have vundet to A-League mesterskaber og to Premiers Plates.